# Nello
Nello is een historisch merk van motorfietsen.
Het was een Italiaanse firma, opgericht in 1977 in Torre Boldone, die uitsluitend lichte terreinmotoren maakte.